# Yeung Chi Ka
Yeung Chi Ka (6 de noviembre de 1988) es una deportista hongkonesa que compitió en tenis de mesa adaptado. Ganó una medalla de plata en los Juegos Paralímpicos de Londres 2012 en la prueba individual (clase 11).

## Palmarés internacional
| Juegos Paralímpicos | Juegos Paralímpicos   | Juegos Paralímpicos | Juegos Paralímpicos |
| Año                 | Lugar                 | Medalla             | Prueba              |
| ------------------- | --------------------- | ------------------- | ------------------- |
| 2012                | Londres (Reino Unido) | Medalla de plata    | Individual 11       |